# 갈색 개 사건

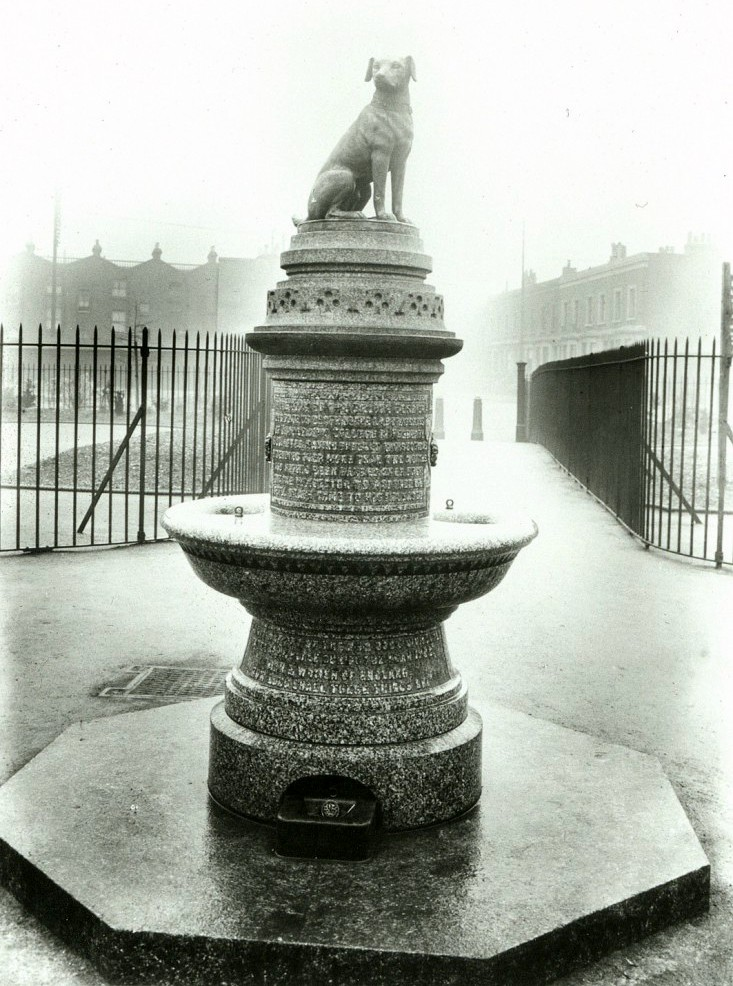
조지프 화이트해드가 1906년 배터시에 세운 원래의 갈색 개 동상. 1910년 철거되었다.

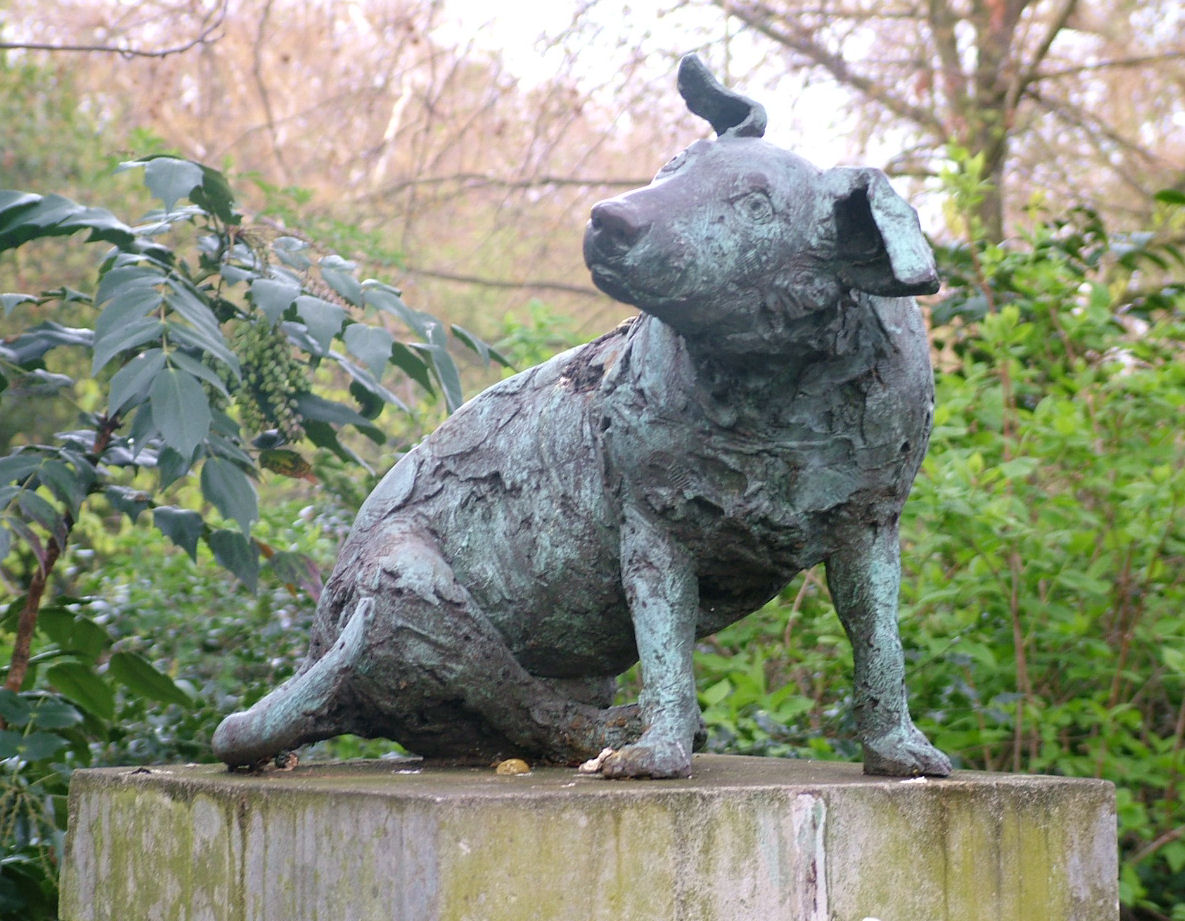
1985년 배터시 공원에 세워진 새 갈색 개 동상. 니콜라스 힉스의 작품.

갈색 개 사건은 생체 실험 찬반을 놓고 1903년에서 1910년 사이 영국에서 벌어진 정치적 논란이다. 1903년 스웨덴 여성주의 활동가들이 런던 대학교 의학대학 생체 실험 강의실에 난입한 사건으로 촉발되었고, 이후 1906년 생체 실험 반대론자들이 동상을 건립하자 의대생들은 동상 파괴를 위해 경찰과 충돌하였다. 논쟁은 명예훼손 소송으로 번졌고, 영국 정부가 동물 생체 실험의 실태를 조사하기 위한 심의회를 설치하기에 이르렀다. 이 사건은 영국 전역을 찬반으로 갈라놓는 “코즈 샐레브르”(프랑스어: cause célèbre, 유명한 쟁점)이었다.
1903년 2월 런던 대학교 의과대학 교수 윌리엄 베일리스는 60명의 학생들 앞에서 갈색 테리어에 대한 생체 실험을 하고 있었다. 스웨덴 출신 여성주의 활동가들은 이 생체 실험이 불법이라고 여겨 강의실에 난입하였다. 베일리스와 조수들은 개가 충분히 마취되어 있었다고 했지만, 활동가들은 개가 분명한 의식이 있는 상태에서 저항하였다고 말했다. 전국반생체실험협회는 이 생체 실험이 잔혹하고 적법하지 않은 것이었다고 주장했다. 개를 이용한 생체 실험으로 세크레틴을 발견한 저명한 생리학자이었던 베일리스는 큰 비난을 받게 되었다. 그는 명예훼손 소송을 제기하여 승소하였다.
1906년 반생체실험협회는 배터시에 갈색 개를 추모하는 동상을 세웠지만, 의대생들은 그 동상에 표시된 선동적 문구에 격분하였다. 동상에는 "영국의 남녀들이여, 얼마나 이런 일을 계속하게 두려는가?"라는 문구가 달려 있었다. 의대생들은 계속하여 동상을 파괴하고자 하였고, 결국엔 경찰이 "반견주의자"로 불린 이들의 습격에 대비해 24 시간 내내 동상을 경호해야 하였다. 1907년 12월 10일 1천여명의 의대생들이 지팡이마다 갈색 개 모형을 매달고 런던 한 가운데를 지나 4백명의 경찰과 여성참정권론자, 노동조합 활동가들이 지키고 있는 동상 앞에서 충돌하였다. 이 일은 "갈색 개 폭동"이라 불린 여러 충돌 가운데 하나였다.
1910년 3월 배터시 의회는 동상을 철거하기로 의결하였다. 4 명의 노동자가 경찰 120 명의 호위를 받으며 동상을 철거하였고, 2만 건이 넘는 청원에도 불구하고 의회는 동상을 대장간에 보내어 녹였다. 70년이 지난 1985년 생체 실험 반대론자들은 새 동상을 배터시 공원에 설립하였다. 1997년 피터 메이슨은 옛 동상에서 녹인 청동이 보행자 안전 펜스로 쓰였는데 펜스 위에는 "개 금지"라는 문구가 새겨져 있다고 썼다.

## 배경

### 1876년 동물학대 방지법

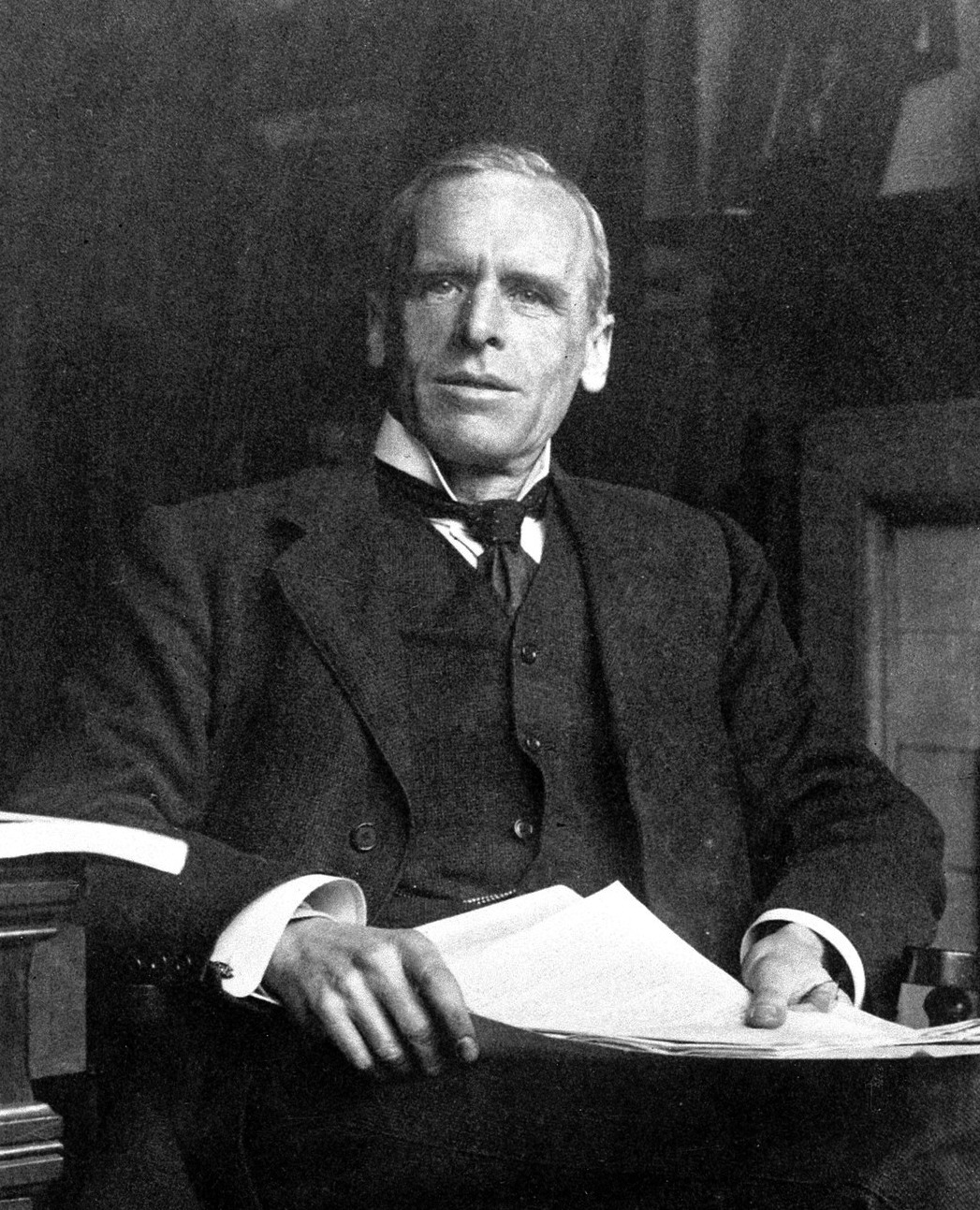
어니스트 스털링 (1866–1927). 런던 대학교의 생리학자였던 그의 연구실은 20세기 초까지 런던에서 가장 바삐 돌아가는 연구소였다.

1837년에서 1901년 사이인 빅토리아 여왕 재임기의 영국 의회는 상하 양원 모두 생체 실험에 대한 반대 입장이 분명했다. 여왕부터 생체 실험에 강한 반감을 가지고 있었다. 당시 생체 실험은 의대생으로 하여금 살아있는 동물을 해부하게 하는 것이었는데, 이는 때로 동물에 대한 마취 없이 이루어지기도 했다. 1875년 당시 영국의 동물을 이용한 실험은 연간 약 300회 정도였으며, 횟수는 해가 갈수록 늘어 갈색 개 사건이 있던 1903년에는 연간 19,084회에 달했다. 2012년 현재의 영국 내 동물 실험 횟수는 411만 건으로 이 가운데 개를 이용한 것은 4,643회이다.
19세기 당시 생리학자들의 연구는 종종 비난을 받았는데, 널리 알려진 클로드 베르나르 역시 비난을 피할 수는 없었다. 베르나르는 아내에게 "생명 과학이라는 가장 반짝이는 방에 들어서려면 길고 섬뜩한 부엌을 지나는 수밖에 없다"고 말하는 등, 이러한 비난에 불쾌감을 드러내곤 하였다.
아일랜드 페미니스트 프랜시스 파워 코브는 1875년 런던에서 전국반생체실험협회를 창립하였고, 1898년에는 영국 생체 실험 퇴출 조합을 설립하였다. 전자는 생체 실험에 대한 규제를 목적으로, 후자는 퇴출을 목적으로 활동하였다.
1875년 7월 영국 정부는 반대 여론에 이끌려 “과학적 검증을 위해 살아있는 동물을 객체로 하는 실험의 시행”에 대한 왕립 심의회를 개설하였다. 청문 결과 연구자들이 마취를 제대로 하지 않는다는 것을 알게 된 심의회는 개·고양이·말·당나귀·노새 등을 포함하는 동물의 생체 실험을 금지하는 규제안을, 종합의료협의회와 《영국 의학회지》는 금지 대신 보호 조치의 강화를 제시하였으며, 그 결과 1876년 동물학대방지법이 제정되었다. 전국반생체실험협회는 이 법이 실효성은 없이 이름만 그럴싸하다고 비판하였다.
법의 핵심은 마취 없이 생체 실험을 할 수 없다는 것이었다. 동물 한 마리에 대해서 단 한 차례의 실험만이 허용되었으나, 동일한 실험의 일부로 인정될 때에는 몇 차례까지도 연장하여 실험할 수 있었다. 실험이 끝난 뒤엔 실험이 실패하였다 할지라도 사용된 동물을 죽이도록 하였다. 법률 위반에 대한 고발은 오직 내무성 장관에게 할 수 있었으나, 갈색 개 사건 당시 내무성 장관인 애러터스 애이커스-더글라스는 생체 실험 반대론자에게 그다지 우호적이지 않았다.

### 어니스트 스털링과 윌리엄 베일리스

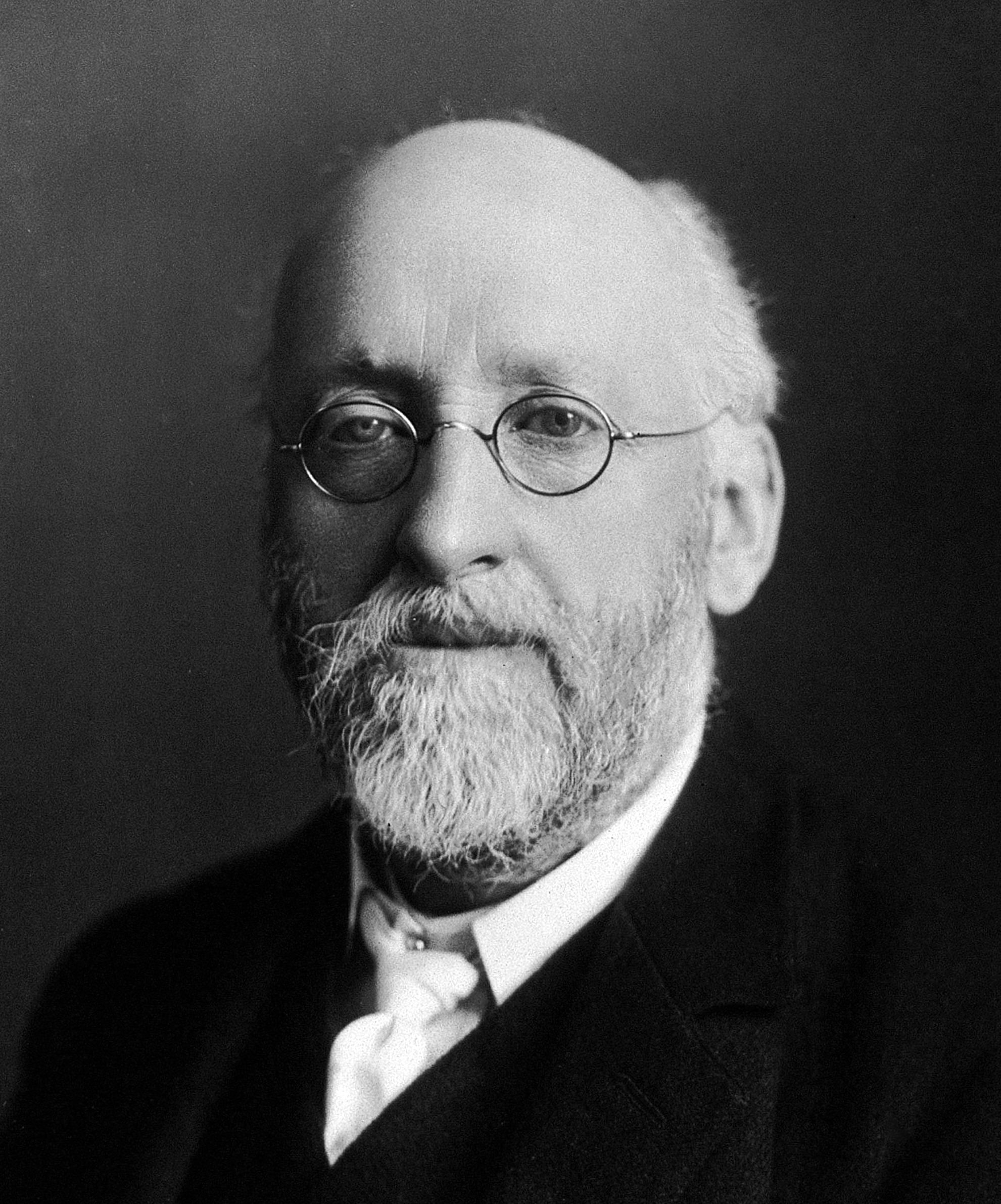
윌리엄 베일리스 (1860–1924)

20세기 초 런던 대학교 생리학 교수 어니스트 스털링과 그의 매형이기도 하였던 윌리엄 베일리스는 개를 이용한 생체 실험을 통하여 신경계가 이자의 분비물을 조절한다는 이반 파블로프의 가설을 검증하였다. 스털링의 전기를 쓴 존 헨더슨은 스털링과 베일리스가 매우 자주 실험을 하였으며 스털링의 연구소는 런던에서 가장 바삐 돌아가는 곳이었다고 썼다. 베일리스는 1890년 생체실험 자격을 획득했고 1900년부터 생리학 강의를 했다.
둘은 췌장에서 만들어지는 소화액이 미즙(糜汁, Chyme)형태로 십이지장과 공장으로 들어가 산성도를 높인다는 것을 알고 있었다. 이들은 마취된 개의 십이지장과 공장 신경을 절단하고 혈관은 그대로 두어 산성도의 증가가 신경의 조절에 대해 즉각적으로 반응하지 않으며 매개체가 혈관을 통해 이동함으로써 진행됨을 확인하였다. 새롭게 발견된 매개체는 순환계에서 소화기관으로 배출되는 물질이란 의미에서 세크레틴(secretin)이라고 명명되었다.
1905년 스털링은 그리스어 호르모(고대 그리스어: ὁρµάω, 촉진(또는 흥분)시키다)를 어근으로 삼아 호르몬이라는 개념을 제시하였다. 호르몬은 세크레틴과 같이 아주 작은 양으로도 생체 기관의 작용을 촉진시키는 물질을 말한다. 스털링과 베일리스는 1899년에 마취된 개를 이용한 실험으로 창자의 연동 운동을 발견하기도 하는 등 생체 실험을 통해 많은 생리학 가설을 검증하였다.

### 리찌 린드 아프 하게비와 라이자 샤르타우

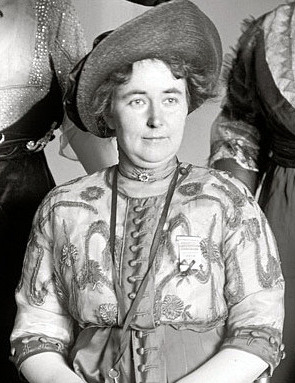
리찌 린드 아프 하게비 (1878–1963)

1903년 4월 여성주의 활동가이자 생체실험 반대론자였던 리찌 린드 아프 하게비(Lizzy Lind af Hageby)와 라이자 카터리네 샤르타우(Leisa Katherine Schartau)는 스털링과 베일리스의 강의실로 뛰쳐 들어갔다. 두 여성은 어린 시절부터 아는 사이였다. 린드 아프 하게비의 아버지는 스웨덴 대법원장을 역임하였고, 할아버지는 스웨덴 국왕의 시종이면서 영국 첼튼햄 여자대학의 교직원이기도 하였다. 샤르타우의 아버지는 스웨덴군의 대위였다.
1900년 두 여성은 당시 동물실험의 중심지였던 파리의 파스퇴르 연구소를 방문하였다. 둘은 방 하나를 가득 매운 우리마다 상처받고 병든 동물이 놓여 있는 모습에 충격을 받았었고, 스웨덴으로 돌아간 뒤 스웨덴 반생체실험협회를 창립하였다. 1902년 둘은 런던 여자 의예학교에 입학하였다. 이 학교는 당시의 다른 대학과 달리 생체실험을 하지 않았다. 린드 아프 하게비와 샤르타우는 생체실험 반대를 위해 자신들이 의사가 되고자 하였다.
사건 당시 킹스 칼리지와 유니버시티 칼리지에는 100개의 강의가 개설되어 있었는데, 50 회의 생체 실험이 포함되어 있었고 그 가운데 20 회는 "전체적 생체실험"이었다. 이들은 당시의 일을 담은 《목격담》을 일기로 기록하였고, 훗날 《과학의 도살장: 두 생리학도의 일기에서 발췌》로 출간하였다. 두 여성은 갈색 개의 생체 실험 동안 강의실에서는 웃음 소리가 났다고 기록하면서 해당 장의 제목을 〈재미〉라고 지었다. 이 제목은 명예훼손 재판에서 불리하게 작용하였다.

## 갈색 개

### 개에 대한 생체 실험
갈색 개는 6 Kg가량 나가는 짧은 털의 테리어 혼종이으로 1902년 12월 이미 개복되어 췌장관을 결찰하고 관찰하는 생체실험 대상이 된 바 있었다. 그 뒤 우리에 넣어져 1903년 2월에도 또 다시 생체실험을 당했고, 두 스웨덴 여성이 뛰쳐 들어온 당일에도 생체실험을 위해 강의실에 놓였다.
스털링은 법정에서 학생들이 강의실에 도착하기 전에 이전의 실험 결과를 확인하고자 개복하였으며 시간은 45분쯤 걸렸다고 증언하였다. 개복이 완료된 후 베일리스의 강의를 위해 겸자로 개복부를 닫아두었다.
베일리스는 개의 목을 새롭게 절개하고 침샘과 연결되는 혀의 신경을 드러내 전극을 연결하였다. 그의 의도는 신경에 전기 자극을 가해 침샘의 작용이 혈관 작용과는 독립적으로 이루어짐을 보이는 것이었다. 이후 개는 강의실로 옮겨져 실험대 위에 놓여 다리가 묶이고 머리가 고정된 채 입에 재갈이 채워졌다.
베일리스는 그날 개에게 모르핀을 주사하였으며 6가지 약물을 혼합한 A.C.E 혼합제를 기관지를 통해 투여하여 마취하였으며 마취를 유지하기 위한 관을 실험대 아래쪽으로 연결하여 두었다고 주장하였다. 두 스웨덴 여성은 이러한 주장을 반박하였다. 그들은 개가 충분히 마취되지 않아 의식이 있었고 실험대 위에서 일어서려고 하였으며, 심지어 실험실에는 마취제 냄새조차 나지 않았다고 주장했다. 다른 학생들은 개가 약하게 몸을 비틀긴 했지만 저항하는 움직임을 없었다고 주장했다.
60명의 학생을 앞에 두고 베일리스는 반 시간가량 신경에 전기 자극을 주면서 강의하였다. 그 뒤로 당시 베일리스의 학생이었던 헨리 핼릿 데일(훗날 노벨상을 받게 된다)이 넘겨받아 이자를 제거하는 실험을 하고 심장에 칼을 찔러넣어 죽였다. 이 부분은 나중에 명예훼손 재판에서 논란이 되었는데 베일리스의 연구실 조수였던 찰스 스커틀이 클로로포름과 A.C.E 혼합제를 사용해 개를 안락사시켰다고 증언했기 때문이다. 재판이 진행되면서 스커틀은 칼을 사용해서 죽였다고 진술을 바꾸었다.

### 일기
1903년 4월 14일 린드 아프 하게비와 샤르타우는 그들이 아직 공표하지 않은 200 페이지에 달하는 일기장을 반생체실험협회의 서기이자 변호사였던 스테펀 콜리지에게 보여주었다. 콜리지는 영국 최고 법원의 대법원장을 역임한 존 콜리지의 아들이었고, 그의 증조 할아버지는 시인으로 유명한 새뮤얼 테일러 콜리지이었다. 콜리지는 스털링과 베일리스가 1896년 동물학대방지법에서 금지된 여러 차례에 걸친 동물실험을 하였다는 데 주목하였다. 두 여성은 일기에 갈색 개의 실험에 대해 이렇게 적었다.
 오늘의 강의에서 지난 번 실패한 시연이 반복될 것이다. 조교들과 연구실 조수들이 상처난 등을 실험판에 올린 큰 개 한 마리를 강의실로 들고 왔다. 다리는 판에 묶였고 머리 역시 관례에 따라 단단히 고정되었으며 입에는 재갈이 채워졌다.
목줄기에 커다란 절개가 있고 침샘이 드러나 있다. 동물은 고통받고 있다는 것을 알려주는 모든 신호를 보인다. 저항하며 자꾸 자꾸 일어서려 한다. 온 힘을 다해 자유를 얻고자 시도한다.

위 기록은 반복되는 실험이나 불충분한 마취를 금지하는 동물학대 방지법이 지켜지지 않았다는 것을 자명하게 보여준다. 일기는 또한 자격을 획득하지 못한 학생인 헨리 데일이 개를 죽였고, 그 과정에서 학생들이 웃음을 터뜨리며 농담을 주고받았다고 기록하고 있다.

### 스테펀 콜리지의 연설

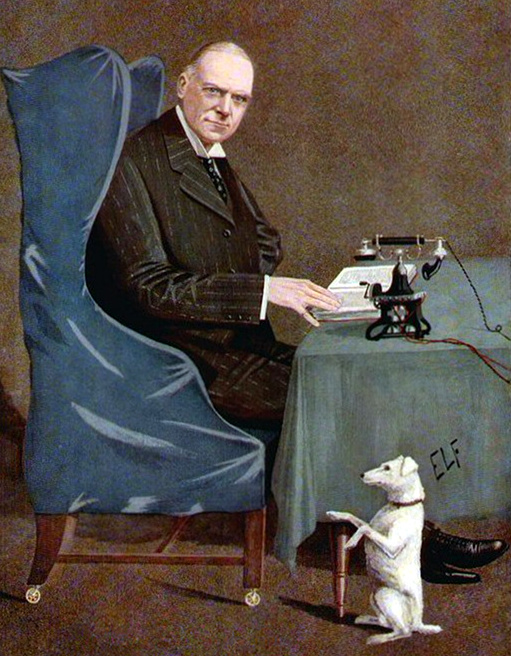
스테펀 콜리지

메이슨에 따르면 콜리지는 법률이 허용하는 예외 때문에 기소할 방법이 없다고 판단하였다. 대신하여 그는 1903년 5월 1일 전국반생체실험협회의 연례 모임에서 분노에 찬 연설을 하였다. 그는 피카딜리의 세인트 제임스 교회에 모인 2 - 3천명의 청중을 향해 이 사건을 과학자들이 행한 고문이라고 비난하면서 "이것이 고문이 아니라면, 베일리스 씨와 그의 친구들은 .... 우리에게 무엇이 고문인지를 신의 이름을 걸고 얘기해 주어야 할 것"이라고 말했다.
다음 날 《더 데일리 뉴스》에 연설 전문이 실렸다. 《더 데일리 뉴스》는 1846년 찰스 디킨스가 창립한 급진적 논조의 언론이었고 하원 의원 페더릭 밴뷰리를 통해 공개적인 생체실험을 금지할 것을 청원중이었다. 베일리스는 공개적인 사과를 요구하였지만 받아들여지지 않자 5월 12일 명예훼손 소송을 제기하였다.
어니스트 스털링은 소송을 제기하지 않았지만, 주간 의학 잡지로 콜리지에게 우호적이지 않았던 《더 랜센트》는 "법률 위반으로 판명될 경우 ... 스털링 교수에게도 여파가 있을 것"이라고 보도하였다. 콜리지는 두 여성에게 재판이 시작되기 전에는 일기를 공표하지 말라고 권했지만, 그들은 1903년 7월 코번트 가든의 어니스트 벨을 통해 일기를 출판하였다.

## 베일리스 대 콜리지

### 재판

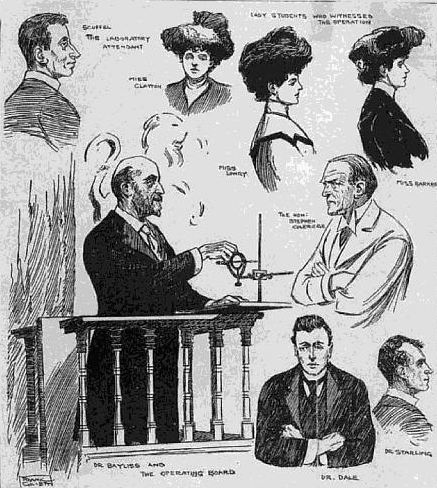
프랑크 길레트가 그린 재판정. 《더 데일리 그래픽》 1903년 11월

재판은 1903년 11월 11일 왕립재판소에서 열렸다. 대법원장 리처드 웹스터이 재판을 진행하여 4일 후인 11월 18일 마무리되었다. 《영국 의학 저널》은 이 재판을 "최대 중력의 실험 사례"라고 불렀다.
베일리스 측의 변호인 루퍼스 아이작스는 스털링을 첫 번째 증인으로 신청하였다. 스털링은 법률을 위반하고 두 차례에 걸쳐 실험하였다고 인정했지만, 두 마리의 개를 희생시키는 것을 피하기 위한 일이었다고 주장하였다. 베일리스는 당일 아침 일찍 개에게 1.5 그레인의 모르핀을 주사하였고, 6 온스의 알콜, 클로로포름, 에테르 혼합 마취제를 개의 기도와 연결한 삽관을 통해 투여하였다고 증언하였다. 베일리스는 삽입한 관이 깨지기 쉬워 개의 머리를 고정하였다고 말했다.
수의사 앨프레드 서웰은 베일리스의 방식이 적합하지 않다고 증언하였지만 왕립 수의대학교의 프레드릭 홉데이는 이에 동의하지 않았다. 그는 오히려 베일리스의 마취가 과도하여 개가 전기자극에 방응하지 않는 바람에 실험이 실패한 일이 있다고 지적하였다. 베일리스는 개가 무도병을 앓고 있어 무작위적으로 움직인 것이며, 두 여성은 이를 알지 못하였기에 잘못 본 것이라고 주장하였다. 베일리스 측의 증인으로 나선 네 명의 학생(남성 셋과 여성 한명이었다)은 개가 의식이 없었다고 진술하였다.
콜리지의 변호사 존 로우슨 월튼은 린드 아프 하게비와 샤르타우를 증인으로 세웠다. 그들은 자신들이 본 것을 다시 증언하면서 개가 강의실에 도착한 뒤 두어 분동안 홀로 놓여 있었다고 주장하였다. 그들은 이전의 생체실험으로 인한 상처를 관찰하였으며 목줄기는 새롭개 절개되어 두 개의 튜브가 삽입되어 있었다고 증언했다. 그들은 마취제 냄새를 맞지 못했고 마취를 위한 어떠한 조치도 보지 못하였다고 말했다. 둘은 개가 묶인 다리를 풀려고 몸부림 치는 것을 보았다고 주장하였다. 실험이 시작되는 동안에도 개는 줄곧 움직였고 이들은 이를 매우 폭력적인 것으로 받아들였다."
베일리스의 변호인은 콜리지가 두 여성의 주장에 대한 사실 관계를 확인하지 않은 채 대중 앞에서 공표하여 베일리스에게 피해를 입혔다고 주장하였고, 콜리지는 두 여성의 증언이 생생하고 사실적이어서 진실이라 확신하였기에 공표한 것으로써 어떠한 위법도 저지르지 않았다고 항변하였다. 《더 타임즈》는 피고인이 증인석에 앉아 방어에 실패하고 스스로의 사건에 많은 피해를 주었다고 보도하였다.

### 판결

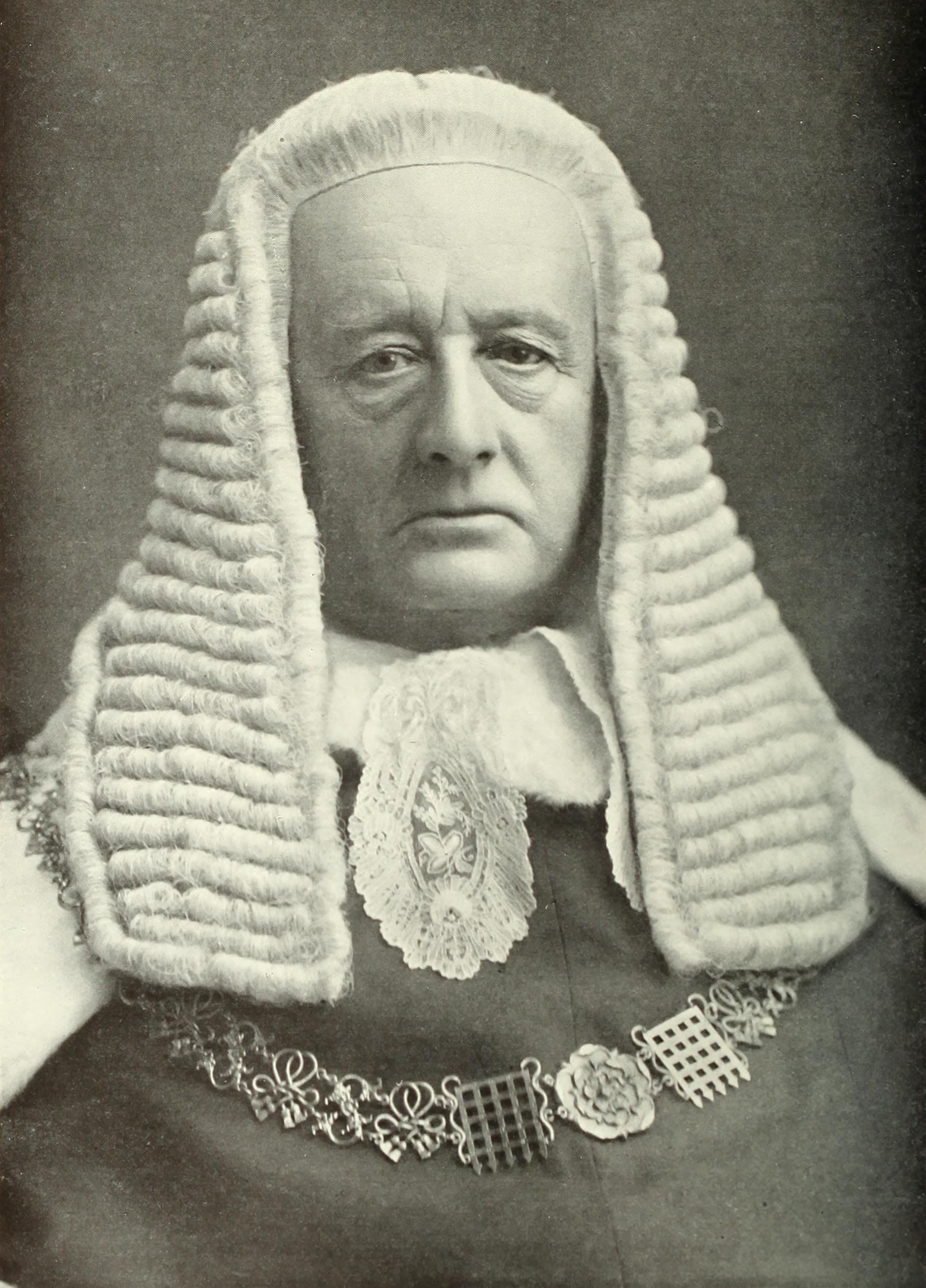
재판장 리처드 웹스터

재판장인 앨버스톤 경 리처드 웹스터는 배심원들에게 이 사건이 국가적 이해관계에 중요한 것들 중 하나라고 말했다. 그는 "과학의 도살장"이나 "신경질적"과 같은 표현을 언급했지만, 배심원들에게 생체실험의 타당성에 대한 논쟁에 흔들리지 말것을 권유했다. 1903년 11월 25일 25분간의 심의 끝에 배심원은 익명으로 명예훼손에 의한 베일리스의 피해를 인정하였다. 방청석에 앉아 있던 생리학자들에게 박수 갈채가 쏟아졌다. 베일리스는 피해 보상금 2,000 파운드와 법정비용 3,000 파운드를 받게 되었고, 콜리지는 재판 다음날 이를 지불하였다.
재판 후 《데일리 뉴스》는 4개월에 걸쳐 콜리지의 비용에 대한 모금 운동을 벌여 5,700 파운드를 모금하였다. 베일리스는 자신의 피해 배상금을 유니버시티 컬리지 런던의 연구 자금으로 기부하였다. 《데일리 슈스》가 베일리스에게 그 돈을 “스테펀 콜리지 생체실험 기금”에 기부할 것을 권유하였지만, 베일리스는 이를 무시하였다. 2004년 발간된 그래쳐의 책에 따르면 베일리스의 기부금은 오늘날에도 여전히 동물을 구입하는데 쓰이고 있다고 한다.
《더 타임즈》는 만족스러운 판결이었다고 평하면서도 의대생들이 보인 훌리건 행위를 비난하였다. 《썬》, 《스타》, 《데일리 뉴스》 등은 콜리지를 지지하며 부당한 판결이라고 평했다. 《과학의 도살장》을 출간한 출판인 어니스트 벨은 11월 25일 베일리스에게 사과하며 일기의 판매를 중단하였고, 남은 책들은 베일리스의 법무 대리인에게 넘겼다.
1903년 린드 아프 하게비는 동물 보호와 반생체주의 협회를 창립하고 책을 복간하였다. 《과학의 도살장》은 이후 1913년의 제5판까지 출간되었다. 논란이 되었던 장 〈재미〉는 〈갈색 개의 생체실험〉으로 제목을 바꾸어 생체실험과 재판 과정을 서술하였다. 소설가 토머스 하디는 이 책 한권을 책상 위에 올려 놓고 방문객들이 보도록 하였다. 역사가 힐다 킨에 따르면 1908년 연구 보호 협회가 창립되어 반생체실험 캠패인에 맞서 로비를 벌였다고 한다.
1903년 12월 마크 트웨인은 생체실험에 반대하는 단편 《개 이야기》를 발표하였다. 마크 트웨인은 생체실험 끝에 죽임을 당하는 개의 입장에서 이야기를 풀었다. 소설은 명예훼손 재판에서 강한 영향을 받아 쓰였으며, 책이 출간되자 콜리지는 3천권을 주문하였다.

## 생체실험에 대한 2차 왕립 심의회
1906년 9월 정부는 생체 실험에 대한 2차 심의회를 개최하였다. 심의회는 청문을 통해 과학자들과 생체실험 반대론자의 의견을 들었고, 1906년 12월에는 사흘 동안 어니스트 스털링을 불러 청문하였다.
심의 보고서의 공표는 매우 늦게 이루어져 1912년 3월에야 이루어졌는데 그 사이 심의 위원 열 명 가운데 둘은 몇 차례의 병환 끝에 사망한 뒤였다. 애초 두 명이었던 상임 조사관은 네 명으로 늘어났고 보고서의 분량은 139쪽이었다. 보고서는 생체 실험 동안 동물을 마비시키기 위해 쓰이는 독성 물질인 쿠라레의 사용 규제, 실험 실패를 의미한다고 할 지라도 고통 받은 동물에 대한 안락사 의무화, 그리고 척수 절개술에 대한 확고한 정의 등을 규정하였다. 보고서는 또한 동물학대방지법의 개선을 위한 세부 사항들을 장관에게 조언하였는데, 이는 1986년 동물에 대한 과학적 실험에 관한 법률에 의한 동물과학실험위원회 설치의 근간이 되었다.

## 갈색 개 기념비

### 동상
갈색 테리어를 기념하며

1903년 2월 유니버시티 칼리지 연구실에서

개는 죽음을 맞았다.

이미 한 차례 생체실험을 겪은 지 두 달 뒤

죽음이 그를 찾을 때까지

또 다시 생체실험대에 올려졌구나.

또한 같은 자리에서 1902년 한 해 동안

232 마리의 개가 생체실험을 당했다.

영국의 남녀들이여

언제까지 이런 일을 계속하게 두려는가?
재판이 끝난 뒤 세계생체실험반대연맹의 창립자 애너 루이사 우드워드(Anna Louisa Woodward)는 120 파운드의 기금을 모아 공공 기념비를 세웠다. 기념비 위에는 청동으로 갈색 개를 조형하였는데, 조각가 조지프 화이트해드가 제작하였다. 기념비는 2.29 미터 크기의 돌로 만들어져 사람과 개, 말 모두에게 식수를 제공하는 샘물가에 세워졌다. 기념비에 새겨진 명판은 또다른 논란을 불러일으켰는데, 1910년 《뉴욕 타임즈》는 이 문구에 대해 "생체실험 반대론자들의 신경질적이고 상투적인 언어"이며 "모든 의료 종사자들을 모욕하는 것"이라고 평하였다.
랜스버리는 자신의 책에 기념비가 세워진 배터시 규역을 프롤레타리아주의나 사회주의와 같은 급진주의자들의 집합소로 묘사하면서 늘 자욱한 연기가 뒤덮혀 있는 빈민가라고 하였다. 이들은 생체실험 반대 운동과 긴밀하게 연결되어 있었다. 전국반생체실험협회가 1896년 개원한 배터시 종합병원은 앨버트 브리지 길과 웨일스공 로가 교차하는 모퉁이에 있었는데 1972년까지 운영되었다. 이 병원은 1935년까지 생체실험을 거부하였으며 이와 관계된 의사는 고용하지 않았다. 이때문에 배터시 지역에서 이 병원은 "안티비브"(antiviv, 반생체실험(anti-vivisection)의 줄임말)나 "올드 안티"(old anti)로 불렸다. 1860년 창립하여 1871년 배터시로 이전한 뒤 지금까지 활동하고 있는 동물보호단체 배터시 도그즈 앤 캣츠 홈(Battersea Dogs & Cats Home)의 1907년 당시 의장이었던 윌리엄 캐번디시-벤틴크는 버려진 개들을 구입하겠다는 생체실험 연구실의 제안을 "끔찍할 뿐만아니라 황당한 일"이라며 거부하였다.
배터시 의회는 래츠메어 놀이 공원을 기념비 설치 장소로 제공하고 매 주당 6-7 펜스의 임대료를 받았다. 1906년 9월 15일 많은 군중이 모인 가운데 기념비의 제막식이 열렸고, 조지 버나드 쇼와 아일랜드 여성주의 활동가 샤롯 데스파르(Charlotte Despard)가 연설하였다.

### 폭동

#### 1907년 11월과 12월

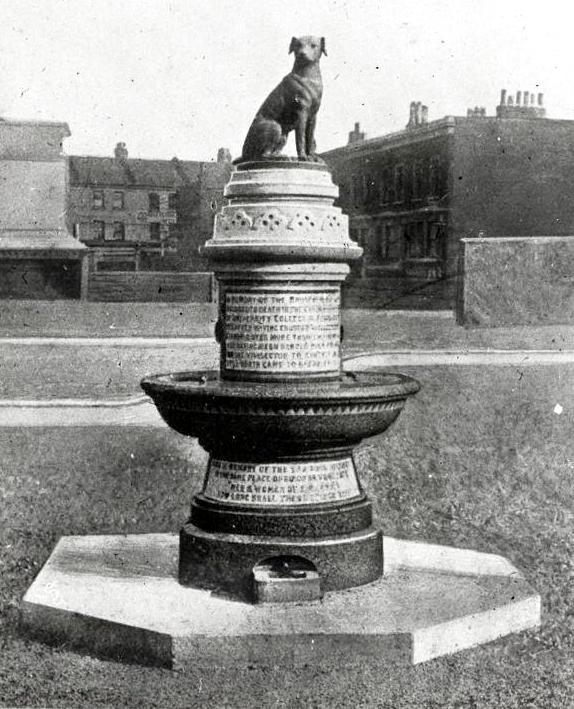
조지프 화이트해드가 조형한 옛 갈색 개 동상

런던 의대 병원의 의대생들은 기념비의 명판에 적힌 문구에 격분하였다. 동상이 세워진 첫 해에는 합법적인 시위만을 하였지만, 이듬해인 1907년 11월 동상을 파괴하려는 시도가 시작되었다.
11월 20일 학부생이던 윌리엄 하워드 리스터가 한 무리의 의대생을 이끌고 템즈에서 배터시로 행진하여 쇠지랫대와 해머를 가지고 동상을 부수려 하였다. 이들 가운데 열 명이 경찰관에게 체포되었다. 메이슨은 자신의 책에서 지역 의사의 증언을 담았다. 그는 젊은 의사들이 배터시의 사우스 웨스턴 스타에서 있었던 일을 "심각한 타락"의 신호로 보았다. "나는 그날 학생 하나를 잡으려고 경찰 열 명이 달라붙던 일을 똑똑히 기억합니다. 앵글로-색슨 종족은 쇠락했어요."
몇몇의 학생들이 배터시에 있는 런던 남서부 경찰서에서 즉결 심판을 받았고 치안 판사 폴 테일러는 이들에게 벌금 5 파운드를 부여하였다. 이 사건은 방아쇠 역할을 하여, 이후 두 달 동안 천여 명의 의대생들이 시위에 나서게 되었다. 런던의 여러 의대에서 쏟아져 나온 이들은 지팡이에 작은 갈색 개 모형을 매달고 거리를 행진하며 실물 크기의 개 모형을 끌고 다녔다. 의대생들은 "폴 테일러를 신 사과 나무에 매달러 / 우리는 행진한다네"라고 소리쳤다. 《더 타임즈》는 이들이 개 모형을 불태우려 했지만 실패하자 템지 강에 던져버렸다고 보도하였다.
여성 참정권론자 모두가 생체실험을 반대하는 것은 아니란 점을 알면서도, 의대생들은 여성 참정권 모임을 공격하였다. 1907년 12월 5일에 밀리센트 포우셋이 주최한 여성 참정권 모임은 책상과 의자가 날아다니는 아수라장이 되었다. 《데일리 익스프레스》는 이날의 사건에 대해 "의대생들이 여성을 상대로 용감히 싸우다"라고 보도하며 비꼬았다.

#### 1907년 12월 10일
의대생과 여성 참정권자가 충돌한 후 5일이 지난 1907년 12월 10일 목요일, 백여명의 의대생들은 갈색 개 동상을 끌어 내리려고 시도했다. 이들은 옥스퍼드 대학교와 캠브리지 대학교가 해마다 벌이는 럭비 시합 당일에 맞추어 일을 벌였는데, 거기에 모인 군중을 선동하여 동상을 템즈강에 버리려고 하였다. 이들은 드라팔가 광장에서 선동하여 2-3천 명의 군중을 모았다.
우리는 어둠을 뒤로 하고 걸어가듯이

우리 발걸음을 레츠메어 공원으로 돌려

거기서 보리라, 우리의 습격을.

작은 갈색 개야 서라 누워라

하, 하, 하! 히, 히, 히!

작은 갈색 개, 이 싫은 것.
오후가 되어 시위대는 곧 바로 배터시의 동상으로 향했지만 도로가 봉쇄되어 갈 수 없었다. 의대생들은 그 대신 생체실험을 반대하는 배터시 종합병원을 습격하려 하였지만 그 마저도 가로막혔다. 이 와중에 학생 한 명이 전차 위에 올랐다 떨어지자 노동자들은 "갈색 개의 복수다"라고 외치며 그를 병원으로 옮기는 것을 거부하였다. 《영국 의학 저널》은 아무리 생체실험 반대 병원이라도 군중들은 인도적인 모습을 보였어야 했다고 비판하였다.
두 번째 학생 그룹은 백파이프를 연주하고 갈색 개 모형을 흔들며 런던 중심가로 행진했다. 경찰은 시위대를 보호하였다. 천여명의 시위대가 트라팔가 광장에 도착하여 400 여명의 경찰관과 15명의 기마 경찰과 대치하였다. 시위대는 넬슨 기념탑을 둘러싸고 자리잡아 연설을 하였다.
학생들과 경찰이 대치하는 가운데 기마 경찰이 뛰어들어 시위대를 분산시켰고 작게 나뉜 군중들은 체포되었다. 체포된 학생들 가운데에는 캠브리지 학부생 알랙산더 보우레이도 있었는데, 그의 죄목은 "개처럼 짖었다"는 것이었다. 한 시간가량의 충돌 끝에 경찰은 시위대를 해산시켰다. 다음날 열린 보우 스트리트 즉심 법정에서 열명의 학생들이 판결을 받았는데, 일반 가담자에게는 40 실링씩, 경관 폭행자에 대해서는 4 파운드씩의 벌금에 처해졌다.

#### 이상한 연대
한 달이 넘게 여기 저기서 폭동이 일어나는 사이 의대생들과 수의생들이 연대하였다. 1906년 12월 11일 리찌 린드 아프 하게비가 주최한 생체실험 반대 집회는 백여명의 학생들이 난입하여 의자를 집어 던지는 통에 무산되었다. 《데일리 클로니클》은 "분노에 찬 린드 아프 하게비 양이 남겨진 뒤로 집회장엔 아름다운 ‘달걀’들이 가득했다. 한 학생은 ‘양말이나 갈아 신어!’하고 외쳤다."라고 보도하였다. 집회장의 가구는 부서졌고, 참가자들의 옷은 찢겼다.
뉴잉글랜드 대학교의 수전 맥휴가 동상을 지키기 위해 달려갔을 때, 거기엔 다양한 정치 성향을 지닌 사람들이 동상 앞에서 방어진을 갖추고 있었다. 노동조합 활동가, 사회주의자, 마르크스주의자, 자유주의자, 그리고 여성 참정권 주의자들이 배터시에서 의대생들과 대치하고 있었다. 여성 참정권자들은 남성 노동자들 사이에 섞여 있으면서 어떤 환대도 받지 못했다. 그러나, 수전 맥휴는 그들 앞에 "갈색 테리어 개가 죽음을 맞이하게 만든" 남성 과학도들이 있었고 이 하나만으로 그들 모두가 단결하는 데 충분하였다고 기록하였다.
리찌 린드 아프 하게비와 샤롯 데스파르는 이 사건을 여성주의와 마초의 대결로 바라보았다. 오스트레일리아의 역사학자 코럴 랜스버리(Coral Lansbury)는 이 사건을 계기로 여성 참정권 운동이 생체실험 반대운동과 밀접하게 연결되었다고 분석하였다. 전국반생체실험협회의 부위원장 가운데 4분의 3이 여성이었다. 랜스버리는 갈색 개 사건이 여성의 생체실험 반대 운동 참여를 가져온 상징적 사건이라고 보았다. 생체실험을 위해 실험대 위에 묶여 있는 개의 이미지는 브릭스턴 교도소에 수감된 여성 참정권 운동가의 이미지와 겹쳐졌다. 혹은 여성 히스테리를 치료한다는 명분으로 자행되었던 난소나 자궁 척출과도 겹쳐졌다.
사건에 대한 평가는 엇갈린다. 영국의 역사학자 힐다 킨은 스웨덴 여성주의 활동가들이 젊은 여성이었고 반체제적이고 진보적인 성향을 보였으며 과학자들에 대해 구체제의 유물이라는 관점을 지니고 있었다고 평했고, 수전 해밀턴은 그들이 고등 교육을 받았기에 사회적 반향을 일으킬 수 있었으며 이러한 점은 "새로운 형태의 증언"이었다고 평가하였다. 이에 반해 랜스버리는 의대생들이 자신들 스스로와 그들의 선생들을 "새로운 사제"로 인식하고 있었으며 여성과 노동조합 활동가들이 미신과 감성주의를 대변한다고 여겼다고 쓰고 있다.

### 종결
동상의 경호 비용이 연간 700 파운드에 달하게 되자 영국 하원은 경찰 당국에 비용의 타당성을 질의하였다. 런던 경찰 당국은 배터시 의회에 이를 전달하였고, 훗날 배터시의 시장이 되는 당시 시의회 의장 존 아처는 《데일리 메일》과의 인터뷰에서 배터시는 이미 22,000 파운드의 비용을 들여 경찰을 지원하고 있다며 놀라움을 표시했다. 영국의 개보호협회는 배터시가 연구소들을 허가하고 있는 한 연구소에게 이 비용을 청구하여야 할 것이라고 주장하였다.
의원들 가운데에는 철제 팬스로 동상을 보호하자는 의견이 있었다. 제안자는 《더 타임즈》에 기고한 글에서 보호가 용이하지 않으면 반생체실험 병원의 부지로 옮기자고 주장했다. 《영국 의학 저널》은 이에 대해 "배터시의 집 잃은 개가 갈 곳이 없다면 해머를 들고 명판에 쓰인 그대로 죽임을 당하도록 해야 할 것"이며 "그들이 너무 감상적이라면 의심할 바 없이 마취한 상태에서 이를 행할 수 있을 것"이라고 주장하였다.
배터시 의회는 계속되는 논쟁에 지쳤다. 1909년 11월 선거 이후 새롭게 구성된 의회는 동상의 철거를 결정하였다. 이 소식이 알려지자 500여 명의 동상 지킴이가 출범하였고, 2만 명 이상의 시민이 시의회에 탄원서를 내었으며, 1910년 2월에는 런던 중심가에서 1,500 명이 모여 시위를 벌이기도 하였다. 이 시위에는 린드 아프 하게비, 샤롯 데스파르, 그리고 자유주의자 조지 그린우드 등이 하이드 파크에서 연설하였으며 이들을 지지하는 사람들은 개 가면을 쓰고 집회에 참석하였다.
열열한 반대에도 불구하고 동상은 1910년 3월 10일 철거되었다. 시 의회는 120명의 경찰관의 호위 속에 4 명의 노동자를 보내 동상을 철거하게 하였다. 3천명의 생체실험 반대론자들이 트라팔가 광장에 모여 동상의 복구를 주장하였지만, 시의회는 이를 거부하고 사건을 종결하였다. 동상은 처음엔 자치구 감정인의 집 자전거 창고에 숨겨져 있었다고 한다. 1956년 그의 딸이 《영국 의학 저널》에서 밝힌 바에 따르면 어느날 갑자기 동상이 공장으로 옮겨졌다고 한다.}} 그 뒤 동상은 대장간에서 녹여졌다. 생체실험 반대론자들은 고등법원에 동상 반환을 청구하였지만 1911년 1월 기각되었다.

### 새로 세운 동상
1910년 3월 《뉴욕 타임즈》는 "동상이 다시 공공장소에 세워질 가능성은 없을 것"이라고 보도하였다. 그러나 1985년 12월 12일 조각가 니콜라스 힉스가 제작한 새 갈색 개 동상이 배터시 공원의 펌프하우스 뒤에 세워졌다. 가림막을 걷어 내는 일은 배우 제럴딘 제임스가 하였다. 1.5 m 크기의 새 동상은 조각가 자신이 기르던 테리어를 모델로 삼았고, 기단은 포틀랜드 석회암으로 만들었다.
1992년 베터시 공원은 역사적인 이전의 동상을 기념하여 새 동상을 공원의 공식적 일부로 인정하였고, 이와 더불어 생체실험 반대 캠페인 역시 새로운 활기를 띄게 되었다. 1994년 공원은 동상의 위치를 보다 사람들이 쉽게 접할 수 있는 공원 내의 우드랜드 워크로 이전하였다.
2003년 힐다 킨은 자신이 보았던 옛 동상은 지금의 것과 같이 자비를 구걸하는 비굴함을 보이지 않았다고 비판하였다.

## 같이 보기
- 동물권
- 동물보호
- 영국의 동물 복지

## 참고 문헌
- 김동훈, 동물법 이야기, 펫러브, 2013. ISBN 9788996527121
- Bayliss, Leonard (1957). "The 'Brown Dog' Affair" in Potential, the UCL Physiology magazine, Spring 1957, No. 2, 11–22.
- British Medical Journal. "Bayliss v. Coleridge", 2(2237), 14 November 1903, 1298–1300; contd., 2(2238), 21 November, 1361–1371.
- British Medical Journal. "The 'Brown Dog' Of Battersea", 2(2448), 30 November 1907, 1609–1610.
- British Medical Journal. "A New Antivivisectionist Libellous Statue At Battersea", 292(6521), 8 March 1986, 683.
- Coult, Tony. "The Strange Affair of the Brown Dog", 1988, radio play based on Peter Mason's The Brown Dog Affair.
- Stephen Coleridge. Vivisection, a heartless science, John Lane, 1916.
- Gålmark, Lisa. Shambles of Science, Lizzy Lind af Hageby & Leisa Schartau, anti-vivisektionister 1903–1913/14, Stockholm University/Federativ, 1997.
- Gålmark, Lisa. "Women Antivivisectionists, The Story of Lizzy Lind af Hageby and Leisa Schartau," in Animal Issues, 4(2), 2000, 1–32.
- Galloway, John. "Dogged by controversy", review of Peter Mason's The Brown Dog Affair, Nature, 394, 13 August 1998, 635–636.
- Le Fanu, James. "In sickness and in health: vivisection's undoing", The Daily Telegraph, 23 November 2003.
- Harte, Negley; North, John. The World of UCL, 1828–1990, Routledge, 1991 (with image of the restaged experiment on the brown dog, 127).
- Mason, Peter; The Brown Dog Affair 보관됨 2020-10-06 - 웨이백 머신, Two Sevens Publishing, 1997